# Kérygme
Le kérygme (du grec ancien κήρυγμα / kérugma, « proclamation à voix haute », de κῆρυξ / kêrux, le « héraut ») est l'essentiel de la foi chrétienne annoncée par les premiers chrétiens.

## Définition
Dans les Actes des apôtres (au chapitre 2 verset 22), l'apôtre Pierre déclare, le jour de la Pentecôte, ce que signifie croire en Jésus-Christ, c'est le kérygme ; il s'énonce ainsi :
- Jésus-Christ est le Messie et le Fils de Dieu ;
- il est mort et il est ressuscité, et celui qui parle témoigne ;
- il appelle à se convertir à cette foi.

Au IVe siècle, le kérygme est publié formellement dans le symbole de Nicée-Constantinople,.

## Origines
Le kérygme de Pierre, le jour de la Pentecôte est:
« Hommes israélites, écoutez ces paroles : Jésus le Nazaréen, homme approuvé de Dieu auprès de vous par les miracles et les prodiges et les signes que Dieu a faits par lui au milieu de vous, comme vous-mêmes vous le savez, ayant été livré par le conseil défini et par la préconnaissance de Dieu — ; lui, vous l'avez cloué à une croix et vous l'avez fait périr par la main d'hommes iniques, lequel Dieu a ressuscité, ayant délié les douleurs de la mort, puisqu'il n'était pas possible qu'il fût retenu par elle. (...) Ce Jésus, Dieu l'a ressuscité, ce dont nous, nous sommes tous témoins. (...) Repentez-vous, et que chacun de vous soit baptisé au nom de Jésus Christ, en rémission des péchés ; et vous recevrez le don du Saint Esprit. »
Le kérygme de Paul, plus court, insistant davantage sur la résurrection, figure dans la Première épître aux Corinthiens (1 Co 15:1-8):
« Or je vous fais savoir, frères, l'évangile que je vous ai annoncé, que vous avez aussi reçu, et dans lequel vous êtes, que Christ est mort pour nos péchés, selon les écritures, et qu'il a été enseveli, et qu'il a été ressuscité le troisième jour, selon les écritures ; et qu'il a été vu de Céphas [Pierre], puis des douze. Ensuite il a été vu de plus de cinq cents frères à la fois, dont la plupart sont demeurés en vie jusqu'à présent, mais quelques-uns aussi se sont endormis. Ensuite il a été vu de Jacques, puis de tous les apôtres ; et, après tous, comme d'un avorton, il a été vu aussi de moi. »
Au IVe siècle, face au développement des hérésies, le kérygme est développé en profession de foi, comprenant davantage d'énoncés dogmatiques. Les deux principales sont le symbole des apôtres
et le symbole de Nicée-Constantinople ,
.

## Vatican
Dans le cadre de la nouvelle évangélisation vue par Jean-Paul II, le kérygme est  l'un des moyens de  faire connaître la foi œcuménique[Quoi ?]. L'exhortation apostolique Evangelii gaudium du pape François fait référence à plusieurs reprises au kérygme.

## Titre
Le mot kérygme est également le titre de deux épîtres apocryphes : le Kérygme de Pierre et le Kérygme de Paul.